# Liste der deutschen Baseballmeister
Die Liste der deutschen Baseballmeister enthält die deutschen Meister des Deutschen Baseball- und Softballverbandes DBV. Eine deutsche Baseballmeisterschaft für Frauen gibt es nicht, diese spielen ihre Meister in der Baseballvariante Softball aus.
Rekordmeister sind die Mannheim Tornados mit insgesamt 11 Titelgewinnen, aktueller Titelträger (2023) sind die Heidenheim Heideköpfe, die den Titel in vier der letzten fünf Jahre erringen konnten. Fünf verschiedene Vereine aus Mannheim konnten bis dato 24 Meisterschaften feiern, damit ist die Stadt ebenfalls Rekordhalter. Weitere Städte mit mehreren Vereinen als Titelträger sind München und Köln.

## Nachkriegszeit bis zur Gründung der Bundesliga

### Inoffizielle Meisterschaften (1946–1951)
Da sich der DBV erst 1951 als „Amateur Baseball Föderation Deutschland“ gründete, waren die bis dahin ausgespielten Meisterschaften allesamt inoffizieller Natur. Bis zur Gründung des DBV waren die Mannschaften vor allem Kompaniemannschaften des US-Militärs, die ihre Spiele in einer amerikanischen Liga in Deutschland ausspielten. Die erste Meisterschaft von deutschen Mannschaften fand im Jahre 1951 statt, allerdings auch noch als inoffizielle Meisterschaft.
In dieser Zeit konnten die Berlin Babe Ruth Flyers (benannt nach dem legendären MLB-Spieler Babe Ruth) fünf Titel in Folge erringen, 1951 belegten sie den 2. Platz.
| Jahr | Meister                          |
| ---- | -------------------------------- |
| 1946 | Berlin Babe Ruth Flyers          |
| 1947 | Berlin Babe Ruth Flyers          |
| 1948 | Berlin Babe Ruth Flyers          |
| 1949 | Berlin Babe Ruth Flyers          |
| 1950 | Berlin Babe Ruth Flyers          |
| 1951 | Baseball Club Stuttgart Phillies |

### Erste offizielle Meisterschaften (1952–1970)
Ab dem Jahr 1952 wurden offizielle deutsche Baseball-Meisterschaften ausgetragen. Erster Titelträger wurde dabei der gründungsälteste Baseballverein in Deutschland, die Frankfurt Juniors, durch einen 8:1-Sieg in Frankfurt gegen die München Panthers. Diesem Erfolg konnte das Team in den nächsten drei Jahren zwei weitere Titel folgen lassen. Ab 1956 wurden die Meisterschaften aber von verschiedenen Mannheimer Vereinen (Knights, TB Germania und VfR) mit zehn Meisterschaften bis 1970 dominiert. Diese Serie konnte nur durch Mannschaften aus München und Darmstadt unterbrochen werden.
| Jahr | Meister              | Vizemeister          | Ergebnis         |
| ---- | -------------------- | -------------------- | ---------------- |
| 1952 | Frankfurt Juniors    | München Panthers     | 8:1              |
| 1953 | Frankfurt Juniors    | München Panthers     | 3:2              |
| 1954 | Mannheim Knights     | Frankfurt Juniors    | 8:6              |
| 1955 | Frankfurt Juniors    | Mannheim Knights     | 7:1              |
| 1956 | Mannheim Knights     | München Panthers     | 3:1 / 2:6 / 5: 3 |
| 1957 | MEV München          | Mannheim Knights     | unbekannt        |
| 1958 | Mannheim Knights     | MEV München          | unbekannt        |
| 1959 | Mannheim Knights     | MEV München          | unbekannt        |
| 1960 | TB Germania Mannheim | MEV München          | 11:10 / 9:5      |
| 1961 | TB Germania Mannheim | unbekannt            | unbekannt        |
| 1962 | FC Bayern München    | TB Germania Mannheim | 10:6             |
| 1963 | TB Germania Mannheim | FC Bayern München    | 7:4              |
| 1964 | TB Germania Mannheim | VfR Mannheim         | 7:5              |
| 1965 | VfR Mannheim         | TB Germania Mannheim | 2:1              |
| 1966 | VfR Mannheim         | FC Bayern München    |                  |
| 1967 | Darmstadt Colt 45    | VfR Mannheim         |                  |
| 1968 | Darmstadt Colt 45    | unbekannt            | unbekannt        |
| 1969 | FC Bayern München    | unbekannt            | unbekannt        |
| 1970 | VfR Mannheim         | FC Bayern München    | 13:4             |

### Ausfall der deutschen Meisterschaften (1971–1981)
Nach der ersten Hochzeit des deutschen Baseballs kam der Spielbetrieb zum Erliegen, da sich in der Vorperiode aus den Spielzusammenschlüssen keine Vereine im Sinne des Vereinsrechts gebildet hatten. Ohne Mitgliedschaft des Verbandes im Deutschen Sportbund traten zudem organisatorische Defizite auf. Gleichzeitig zeigten die Vereine kein besonderes Interesse an einer funktionierenden Nachwuchsarbeit, so dass den Vereinen nach und nach die Spieler ausgingen.

## Baseballmeisterschaften ab 1982

### Wiederbelebung des deutschen Baseballs, Gründung der Bundesliga und Mannheimer Dominanz (1982–1997)
Anfang der 1980er Jahre konnte der deutsche Baseball wiederbelebt werden und nun auch auf einer entsprechenden Organisation aufbauen. Die Meisterschaft wurde wie zuvor von den Mannheimer Clubs, insbesondere den Mannheim Tornados dominiert: bis 1994 ging die Meisterschaft mit Ausnahme des Titelgewinns der Köln Cardinals 1990 ausschließlich in die Quadratestadt. Zwischen 1982 und 1997 erreichten die Tornados alle ihre elf Titelgewinne, die sie bis heute zum Rekordmeister des deutschen Baseballs machen.
Seit 1984 werden die Meisterschaften auch im Rahmen der Baseball-Bundesliga ausgespielt, zuvor wurde der deutsche Meister nur anhand eines Turniers bestimmt. Erste organisatorische Vorbereitungen zur Gründung der Bundesliga zeigten sich 1983 mit einer zweigeteilten Qualifikationsrunde zum Endturnier.
| Jahr | Meister           | Vizemeister        | Ergebnis          |
| ---- | ----------------- | ------------------ | ----------------- |
| 1982 | Mannheim Tornados | Mannheim Amigos    | keine Play-offs   |
| 1983 | Mannheim Amigos   | Köln Dodgers       | unbekannt         |
| 1984 | Mannheim Tornados | Köln Dodgers       | 13:3              |
| 1985 | Mannheim Tornados | Köln Cardinals     | keine Play-offs   |
| 1986 | Mannheim Tornados | Köln Dodgers       | keine Play-offs   |
| 1987 | Mannheim Tornados | Köln Dodgers       | 6:2 / 10:3        |
| 1988 | Mannheim Tornados | Köln Cardinals     | 18:5 / 5:1        |
| 1989 | Mannheim Tornados | Köln Cardinals     | 6:9 / 36:16 / 5:4 |
| 1990 | Köln Cardinals    | Köln Dodgers       | 12:4 / 4:5 / 2:1  |
| 1991 | Mannheim Tornados | Berlin Challengers | 15:5 / 8:5        |
| 1992 | Mannheim Amigos   | Mannheim Tornados  | 3:7 / 6:5 / 11:6  |
| 1993 | Mannheim Tornados | Köln Cardinals     | 7:1               |
| 1994 | Mannheim Tornados | Lokstedt Stealers  | 4:2 / 7:8 / 16:9  |
| 1995 | Trier Cardinals   | Lokstedt Stealers  | 11:2 / 0:5 / 4:3  |
| 1996 | Trier Cardinals   | Mannheim Tornados  | 14:5 / 12:2       |
| 1997 | Mannheim Tornados | Lokstedt Stealers  | 3:4 / 10:9 / 14:4 |

### Dominanz des Nordens und der Untouchables Paderborn (1998–2006)
Mit dem Titelgewinn der Köln Dodgers 1998 endete die Dominanz der Mannheim Tornados. Fortan sollten Mannschaften aus der Bundesliga Nord die führende Rolle in Baseball-Deutschland übernehmen. Hierbei zeichneten sich vor allem die Untouchables Paderborn aus, die insgesamt sechs Meisterschaften, davon fünf in Serie von 2001 bis 2005, für sich entscheiden konnte. Daneben gewannen die Lokstedt Stealers sowie die Solingen Alligators jeweils ihren ersten Titel.
| Jahr | Meister                | Vizemeister            | Ergebnis                    |
| ---- | ---------------------- | ---------------------- | --------------------------- |
| 1998 | Köln Dodgers           | Untouchables Paderborn | 3:4 / 11:8 / 8:2            |
| 1999 | Untouchables Paderborn | Bonn Capitals          | 7:6 / 6:8 / 5:4             |
| 2000 | Lokstedt Stealers      | Köln Dodgers           | 7:5 / 5:1                   |
| 2001 | Untouchables Paderborn | Köln Dodgers           | 4:2 / 4:1                   |
| 2002 | Untouchables Paderborn | Köln Dodgers           | 6:3 / 11:8                  |
| 2003 | Untouchables Paderborn | Köln Dodgers           | 8:1 / 2:1 / 2:3 / 2:5 / 7:1 |
| 2004 | Untouchables Paderborn | Fürth Pirates          | 5:3 / 5:4 / 18:2            |
| 2005 | Untouchables Paderborn | Solingen Alligators    | 3:2 / 1:3 / 2:0 / 3:4 / 8:7 |
| 2006 | Solingen Alligators    | Regensburg Legionäre   | 5:1 / 8:3 / 4:0             |

### Rückkehr des Südens und ausgeglichene Liga (2007–heute)
Seit 2007 konnten Mannschaften aus dem Süden die Meisterschaft für sich entscheiden, nach den Mainz Athletics waren dies 2008 die Buchbinder Legionäre aus Regensburg, 2009 die Heidenheim Heideköpfe. Den Buchbinder Legionären Regensburg gelang 2011 die erste erfolgreiche Titelverteidigung seit 2005; 2020 gelang dies auch den Heidenheim Heideköpfe. Die Solingen Alligators 2014 sowie die Bonn Capitals 2018, 2022 und 2024 erzielten Erfolge für den Norden.
| Jahr | Meister                         | Vizemeister                     | Ergebnis                      |
| ---- | ------------------------------- | ------------------------------- | ----------------------------- |
| 2007 | Mainz Athletics                 | Regensburg Legionäre            | 0:10 / 5:6 / 10:9 / 3:1 / 6:3 |
| 2008 | Buchbinder Legionäre Regensburg | Mannheim Tornados               | 6:3 / 5:12 / 5:1 / 5:7 / 10:0 |
| 2009 | Heidenheim Heideköpfe           | Mannheim Tornados               | 1:5 / 5:0 / 2:5 / 15:3 / 3:1  |
| 2010 | Buchbinder Legionäre Regensburg | Heidenheim Heideköpfe           | 2:0 / 7:6 / 5:9 / 0:4 / 10:4  |
| 2011 | Buchbinder Legionäre Regensburg | Untouchables Paderborn          | 3:4 / 0:1 / 5:0 / 7:5 / 5:1   |
| 2012 | Buchbinder Legionäre Regensburg | Untouchables Paderborn          | 8:7 / 1:0 / 14:1              |
| 2013 | Buchbinder Legionäre Regensburg | Solingen Alligators             | 5:6 / 8:6 / 4:5 / 3:1 / 9:7   |
| 2014 | Solingen Alligators             | Heidenheim Heideköpfe           | 2:1 / 0:9 / 2:1 / 2:1         |
| 2015 | Heidenheim Heideköpfe           | Buchbinder Legionäre Regensburg | 3:4 / 4:5 / 4:0 / 12:2 / 8:7  |
| 2016 | Mainz Athletics                 | Buchbinder Legionäre Regensburg | 13:2 / 5:0 / 0:1 / 5:2        |
| 2017 | Heidenheim Heideköpfe           | Bonn Capitals                   | 2:11 / 7:3 / 4:7 / 5:3 / 8:1  |
| 2018 | Bonn Capitals                   | Heidenheim Heideköpfe           | 8:3 / 2:12 / 1:9 / 4:2 / 7:5  |
| 2019 | Heidenheim Heideköpfe           | Bonn Capitals                   | 17:1 / 0:3 / 7:2 / 3:2        |
| 2020 | Heidenheim Heideköpfe           | Bonn Capitals                   | 12:3 / 3:0 / 8:3              |
| 2021 | Heidenheim Heideköpfe           | Bonn Capitals                   | 9:3 / 7:5 / 3:8 / 11:2        |
| 2022 | Bonn Capitals                   | Untouchables Paderborn          | 3:0 / 10:3 / 2:5 / 5:2        |
| 2023 | Heidenheim Heideköpfe           | Untouchables Paderborn          | 17:8 / 2:7 / 7:4 / 3:1        |
| 2024 | Bonn Capitals                   | Untouchables Paderborn          | 5:4 / 1:7 / 1:0 / 3:8 / 2:0   |

## Sieger
Nachfolgend aufgeführt sind alle bisherigen Sieger einer offiziellen deutschen Baseballmeisterschaft, darüber hinaus haben die Berlin Babe Ruth Flyers fünf und der Baseball Club Stuttgart Phillies noch eine inoffizielle Meisterschaft gewonnen.
| Rang | Mannschaft                        | Anzahl der Meisterschaften | Zeitraum  |
| ---- | --------------------------------- | -------------------------- | --------- |
| 1    | Mannheim Tornados                 | 11                         | 1982–1997 |
| 2    | Heidenheim Heideköpfe             | 7                          | 2009–2023 |
| 3    | Untouchables Paderborn            | 6                          | 1999–2005 |
| 4    | Guggenberger Legionäre Regensburg | 5                          | 2008–2013 |
| 5    | Mannheim Knights                  | 4                          | 1954–1959 |
|      | TB Germania Mannheim              | 4                          | 1960–1964 |
| 7    | Frankfurt Juniors                 | 3                          | 1952–1955 |
|      | VfR Mannheim                      | 3                          | 1965–1970 |
|      | Bonn Capitals                     | 3                          | 2018–2024 |
| 10   | Rot-Weiß Darmstadt Colt 45        | 2                          | 1967–1968 |
|      | FC Bayern München                 | 2                          | 1962–1969 |
|      | Mannheim Amigos                   | 2                          | 1983–1992 |
|      | Trier Cardinals                   | 2                          | 1995–1996 |
|      | Solingen Alligators               | 2                          | 2006–2014 |
|      | Mainz Athletics                   | 2                          | 2007–2016 |
| 16   | MEV München                       | 1                          | 1957      |
|      | Cologne Cardinals                 | 1                          | 1990      |
|      | Cologne Dodgers                   | 1                          | 1998      |
|      | Lokstedt Stealers                 | 1                          | 2000      |

## Double-Gewinner
Bisher konnten drei Mannschaften das Double aus Meisterschaft und Pokal gewinnen. Den Pokal gab es allerdings auch nur von 1993 bis 2006.
| Jahr | Verein                 |
| ---- | ---------------------- |
| 1994 | Mannheim Tornados      |
| 1999 | Untouchables Paderborn |
| 2000 | Lokstedt Stealers      |